# 內厝溪
內厝溪位於臺灣北部，屬於淡水河水系，為內雙溪的支流，河長4.2公里，流域面積2.4平方公里，分佈於台北市士林區東部。主流發源於標高799公尺之擎天山南側，向南流經內寮、內屋、菜刀崙，於礁坑注入內雙溪。